# Браун (лунный кратер)
Кратер Браун (лат. Brown), не путать с кратером Д. Браун (лат. D. Brown), — ударный кратер, находящийся в гористой материковой юго-западной части видимой стороны Луны. Название дано в честь британского математика и астронома Эрнеста Уильяма Брауна (1866—1938) и утверждено Международным астрономическим союзом в 1935 г. Сведения о периоде образования кратера отсутствуют.

## Описание кратера
Ближайшими соседями кратера являются крупный кратер Монтанари на северо-западе; большой кратер Вильгельм на севере-северо-западе; кратер Тихо с яркой лучевой системой на северо-востоке; крупный кратер Стрит на востоке; и кратер Лонгомонтан на юге. 
Селенографические координаты центра кратера 46°32′ ю. ш. 17°59′ з. д. / 46,53° ю. ш. 17,99° з. д., диаметр 34 км, глубина 1,8 км.
Форма кратера значительно искажена, в основном за счет перекрытия его юго-восточной части сателлитным кратером Браун E (см.ниже). Северная часть вала имеет полигональную форму, в западной части вала имеется разрыв. Высота вала над окружающей местностью 960 м. Объем кратера составляет приблизительно 820 км³.

## Сателлитные кратеры
| Браун | Координаты                                            | Диаметр, км |
| ----- | ----------------------------------------------------- | ----------- |
| A     | 48°09′ ю. ш. 17°26′ з. д. / 48,15° ю. ш. 17,44° з. д. | 15,8        |
| B     | 44°44′ ю. ш. 16°10′ з. д. / 44,73° ю. ш. 16,17° з. д. | 11,7        |
| C     | 47°35′ ю. ш. 17°00′ з. д. / 47,58° ю. ш. 17° з. д.    | 12,3        |
| D     | 46°04′ ю. ш. 16°15′ з. д. / 46,07° ю. ш. 16,25° з. д. | 19,5        |
| E     | 46°52′ ю. ш. 17°38′ з. д. / 46,86° ю. ш. 17,63° з. д. | 23,2        |
| F     | 46°55′ ю. ш. 18°29′ з. д. / 46,91° ю. ш. 18,48° з. д. | 5,5         |
| G     | 45°31′ ю. ш. 16°53′ з. д. / 45,51° ю. ш. 16,88° з. д. | 4,7         |
| K     | 46°44′ ю. ш. 15°45′ з. д. / 46,74° ю. ш. 15,75° з. д. | 14,9        |